# Pamiętnik Florki
Pamiętnik Florki – polski serial animowany oparty na serii książek Roksany Jędrzejewskiej-Wróbel, wyprodukowany w 2014 przez Studio Filmowe Anima-Pol w Łodzi. Premiera serialu odbyła się 21 lipca 2014 roku. Trzy serie zawierają po 13 odcinków. Serial był emitowany na kanale TVP ABC.

## Opis fabuły
Serial pokazuje świat z perspektywy kilkuletniej, małej ryjówki Florentyny, która jest pilną obserwatorką rzeczywistości. Florka nie do końca dowierza tłumaczeniom dorosłych, więc sprawdza wszystko sama i dochodzi do własnych wniosków. Jak każdy maluch dziwi się najprostszym rzeczom, jednocześnie ucząc się rozumieć je i nazywać. Uczy się także nazywać, rozumieć i oswajać swoje emocje.
Tematyka odcinków została podzielona na trzy segmenty tematyczne:
- filozoficzny, w którym Florka dziwi się światu, jego zmienności, naturze i zjawiskom przyrodniczym
- rodzinny, związany z naturalnymi dla dziecka emocjami – radością, rozczarowaniem, a także poczuciem winy i odpowiedzialności
- codzienny, prezentujący takie sytuacje jak nauka pływania, zakupy w supermarkecie, zarażenie świnką czy marzenie o własnym zwierzątku

## Postacie
- ryjówka Florentyna
- jej rodzice: Ambroży i Gryzelda
- bliźnięta Ludomir i Ludosław (od II sezonu)
- ciocia Euzebia i kuzyn Zenon
- koszatniczki Albertyna, Celestyna i Michalina

## Spis odcinków

### Sezon 1
1. Jeziorko
2. Cień
3. Skarby
4. Fasolka
5. Poważna sprawa
6. Czas
7. Dobry przykład
8. Balet
9. Bakterie
10. Czterolistna koniczyna
11. Podróż
12. Sen
13. Starsza siostra
14. Choroba

### Sezon 2
1. Remont
2. Rybka
3. Niebo
4. Barbara
5. Teatr
6. Stare i nowe
7. Zakupy
8. Potworny bałagan
9. Nuda
10. Basen
11. Wiatr
12. Przedszkole

### Sezon 3
1. Przyjaciel
2. Kakao
3. Torba
4. Zębuszka
5. Prezent
6. Koleżanka
7. Skarbonka
8. Kłębek
9. Galaretka
10. Moje
11. Dzień taty
12. Tęcza
13. Okulary

### Dodatkowe odcinki specjalne
1. Rower
2. Jakie śliczne
3. Obowiązek
4. Magia
5. Superbohaterowie
6. Kółko
7. Czekolada czy batonik?
8. Pieniążki

## Dubbing
Nagrania dialogów: Studio Miniatur Filmowych w Warszawie

Reżyser dialogów: Maria Brzostyńska

Dźwięk: Aleksander Matuszewski

Głosów użyczyli:
- Karolina Kalina-Bulcewicz – 
  - Florka,
  - jedna z myszek trojaczek
- Maria Brzostyńska – pani Dzięciołowstwo (odc. 1)
- Ola Posielężna – Celestyna, jedna z myszek trojaczek
- Beata Wyrąbkiewicz – 
  - Gryzelda, mama Florki,
  - jedna z myszek trojaczek
- Piotr Warszawski – 
  - Ambroży, tata Florki,
  - różne głosy
- Marta Dylewska
- Maciej Kosmala

oraz:
- Jacek Brzostyński – narrator reklamy „Bakteriolu” (odc. 9)

i inni